# Česká akademie komiksu
Česká akademie komiksu (ČAK) je profesní organizace, jejímž primárním posláním je každoroční udílení Ceny Muriel nejlepším autorům a tvůrcům komiksu.
Česká akademie komiksu byla založena 25. června 2018 v Praze skupinou třiceti tří výtvarníků, scenáristů, teoretiků, publicistů, nakladatelů a překladatelů činných v oboru českého komiksu, ve spolupráci se sdružením Sequence, které dříve udílení ceny Muriel organizovalo. Zakládajícími členy výboru ČAK se stali publicista Pavel Mandys, výtvarník Karel Jerie, výtvarnice a scenáristka Lucie Lomová, historik a teoretik Pavel Kořínek (který byl zvolen prvním předsedou), překladatelka Anna Křivánková, scenárista Vojtěch Mašek a publicista Jan Samohejl.